# 邹元爔
邹元燨（1915年—1987年），字立清，男，浙江平湖人，中国材料学家、冶金专家。

## 生平
1915年11月12日，邹元燨出生于浙江省平湖县乍浦镇。
早年先后就读于稚川中学和杭州高级中学，后考入浙江大学化工系。毕业后曾在长沙资源委员会下属的炼铜厂担任工程师；该所在抗日战争时期迁往大后方陪都重庆。
1942年，以第一名考取当时民国政府的“林森奖学金”，获得政府资助留学美国的资格。赴美后就读于匹兹堡的卡内基工学院（今著名的卡内基梅隆大学），并于1947年获得冶金学科学博士学位。
1947年6月，回国应聘，任浙江大学化学工程系教授。1949年后，调往上海，在中国科学院实验馆（今中国科学院上海冶金研究所的前身）担任研究员，从事材料、金属和半导体领域的研究工作。
1958年，参与创办上海科学技术大学冶金系，并担任上海科学技术大学校务委员会委员、冶金系系主任和教授。
1961年至1987年，先后担任中国科学院上海冶金研究所的副所长、所长、名誉所长。1980年，当选中国科学院学部委员（院士）。

## 家庭
父亲邹宏宾（号窥镜，以字行）是浙江省现代师范教育的先驱人物，早年于日本早稻田大学毕业，获得博物学硕士学位。邹宏宾也是中国同盟会的早期会员，他在日本与陈仲权是好友，故加入同盟会。回国后曾在浙江省会杭州创办教育讲习所，自任所长，也是国立浙江大学教授。